# G. Faye
Gerhard Cassius Faye (født 8. marts 1846 i Hobro, død 30. januar 1917 i Nakskov) var en dansk fabriksbestyrer.
Faye var uddannet cand.pharm. efter først at have været discipel på Svaneapoteket i Aalborg i perioden 1861 —65. I 1867 kom han atter til Svaneapoteket i Aalborg, hvor han var til 1872. I 1872 fik han beskæftigelse på Carlsberg laboratoriet. I 1873 blev han assistent ved det plantefysiologiske laboratorium i Jardin des plantes i Paris. I 1874 kom han til den nyoprettede sukkerfabrik Lolland, 1877 bestyrer af Højbygaard Sukkerfabrik. Fra 1882 var han bestyrer af Nakskov Sukkerfabrik.

## Ekstern henvisninger
- G. Faye | Gyldendal - Den Store Danske Arkiveret 29. januar 2020 hos  Wayback Machine